# Dolichoderus septemspinosus
Dolichoderus septemspinosus är en myrart som beskrevs av Carlo Emery 1894. Dolichoderus septemspinosus ingår i släktet Dolichoderus och familjen myror. Inga underarter finns listade i Catalogue of Life.